# Burg Oberkapfenberg

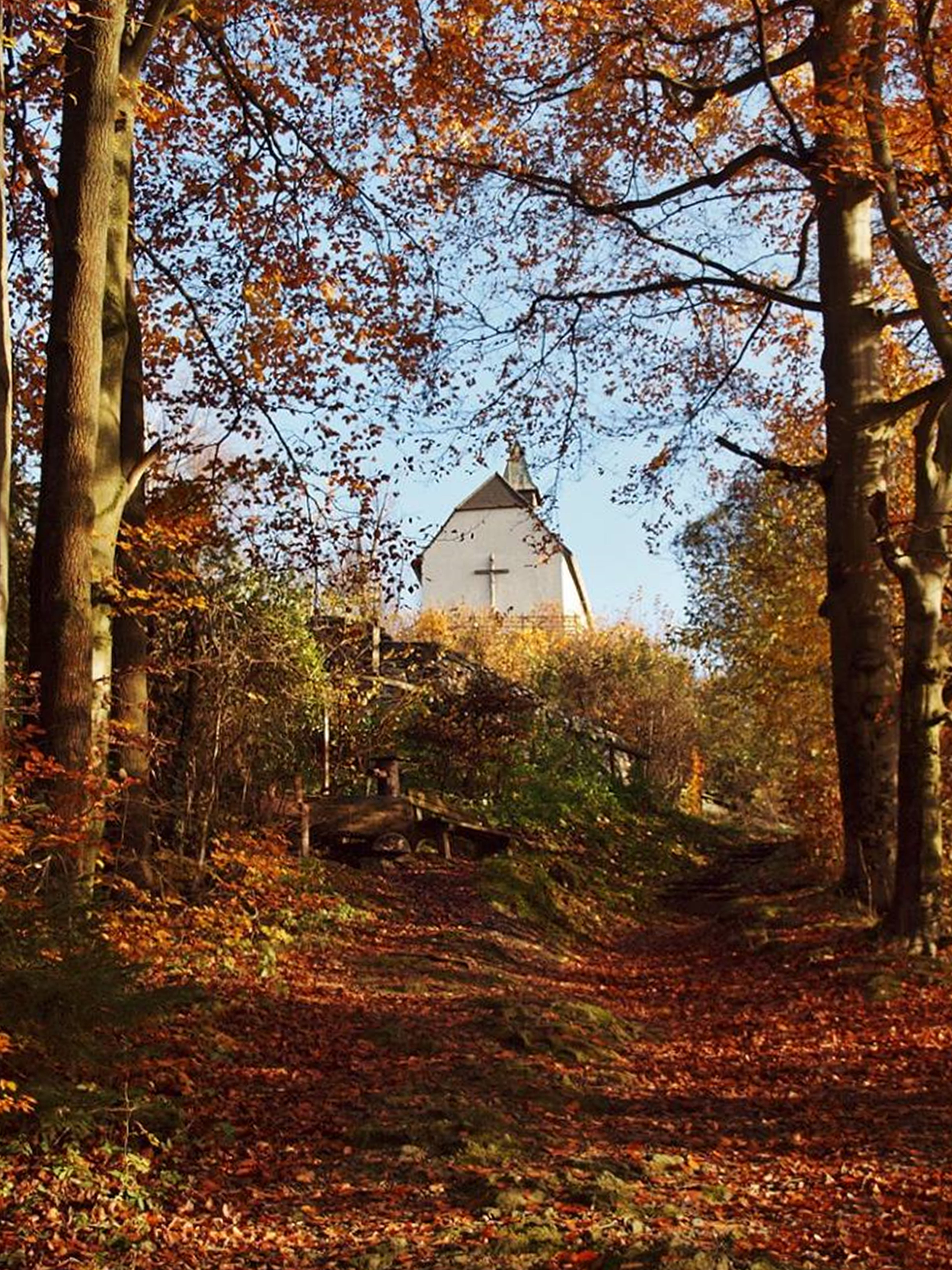
Weg durch den Wald zur Loreto-Kapelle

Die Burg Oberkapfenberg ist eine Höhenburg oberhalb von Kapfenberg, nordöstlich von Bruck an der Mur in der Steiermark (Österreich).
Im Jahr 1173 wurde hier erstmals eine Burg Chaffenberch (Burg am Ausschauberg) erwähnt. Reste ihres Oberhaues sind noch unterhalb der Loreto-Kapelle zu erkennen. Im 13. Jahrhundert erbauten die Grafen von Stubenberg die heutige Burg als Wohn- und Verwaltungssitz. Um 1550 erfolgte der Umbau zur Renaissance-Festung. Nachdem die Grafen von Stubenberg im Jahr 1739 ihren Wohnsitz ins Schloss Wieden an der Mürz verlegt hatten, stand die Burg Oberkapfenberg leer und verfiel zur Ruine. Erst 1953 begann Graf von Stubenberg mit dem Wiederaufbau zu einem Burghotel unter Einbeziehung der Ruinen der alten Burg. Aber im Jahr 1985 ging der Pächter in Konkurs und die Burg stand erneut leer und begann zu verfallen.
1992 kaufte die Stadtgemeinde Kapfenberg die Burg. Es wurde ein Verein gegründet, der die Restaurierung vorantrieb. 1994 konnte das Burgrestaurant eröffnet werden. Seit einigen Jahren beherbergt die Burg auch eine Greifvogelschau. Von 2003 bis 2008 fand eine Ausstellung historischer Waffen sowie in einem Sonderteil Foltermethoden und Folterinstrumente statt. Seit April 2009 gibt es die neue Ausstellung Grenzgänge – Eine Zeitreise mit Kreuzrittern und Alchemisten.
Nach einer Hangrutschung im Herbst 2011 wurden einige archäologische Funde aus „Stubenbergs Küche“ gemacht. Dies ist auch die Bezeichnung der Sonderausstellung 2012 in der Burg Oberkapfenberg mit Töpfen, Knochenresten und Spielzeug der Kinder.
Alljährlich findet im Juni das Ritterfest statt, welches eine der größten Veranstaltungen dieser Art in Österreich ist.

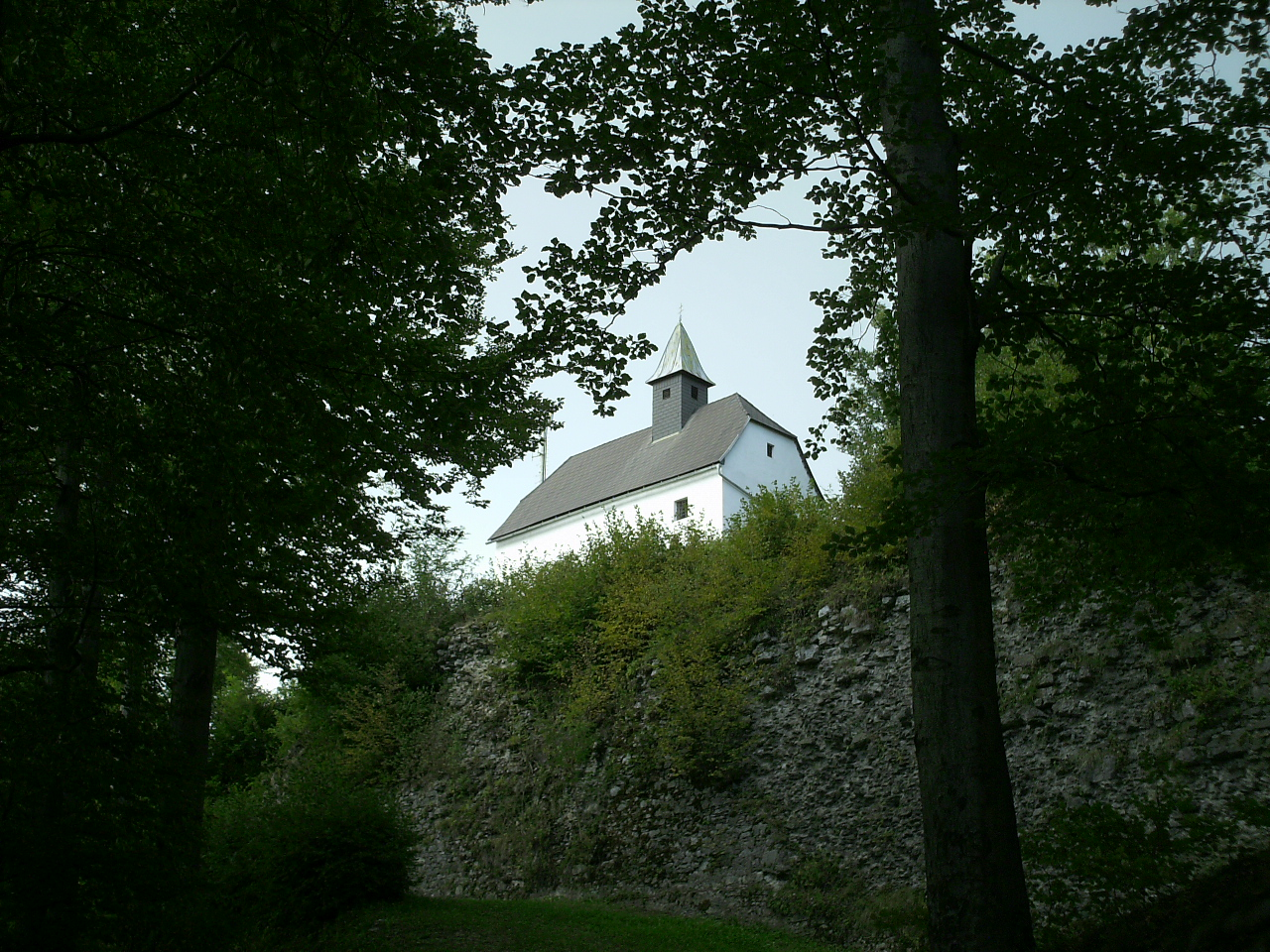
Reste des Kernwerkes von Altkapfenberg unterhalb der Loreto-Kapelle
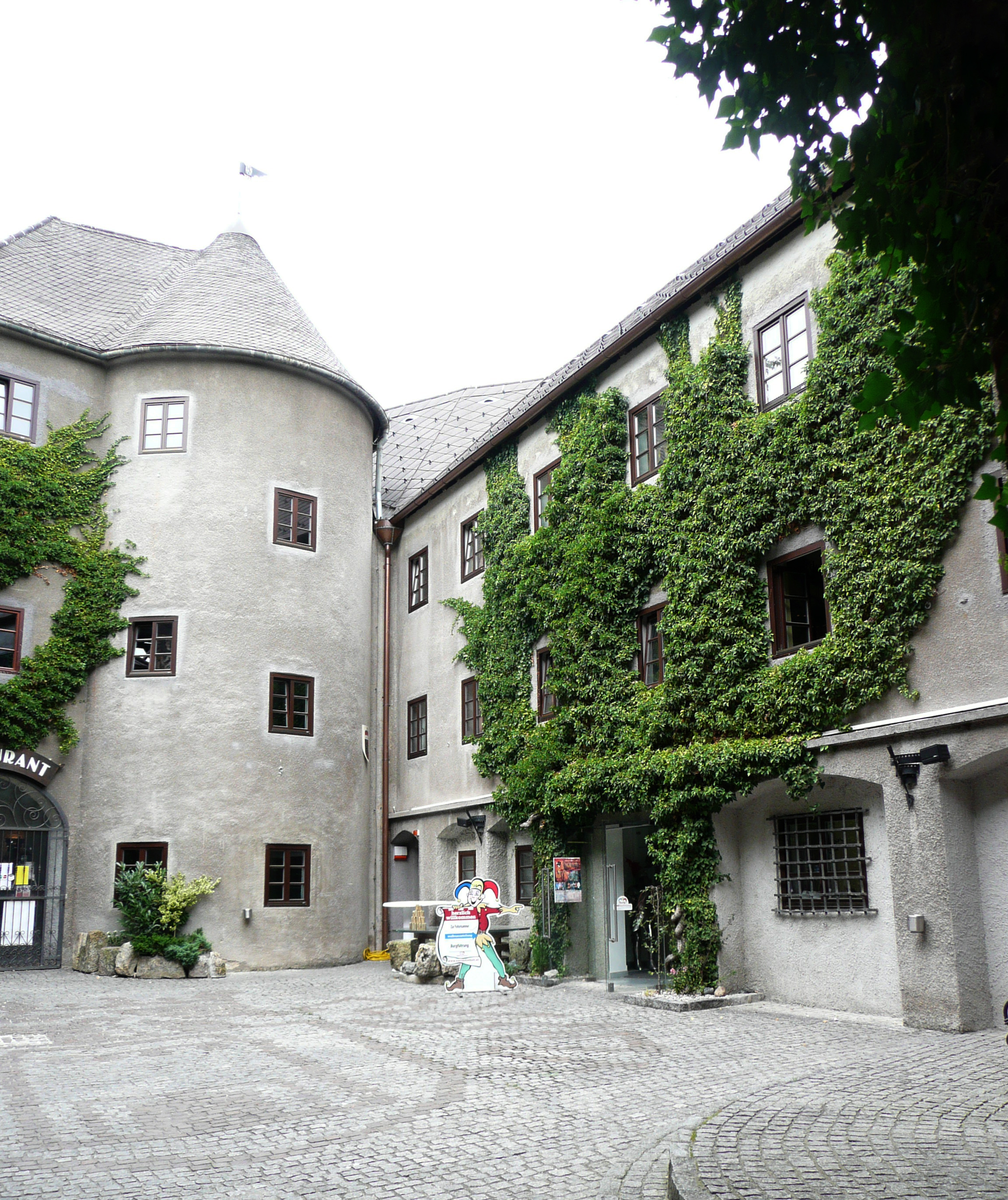
Burghof
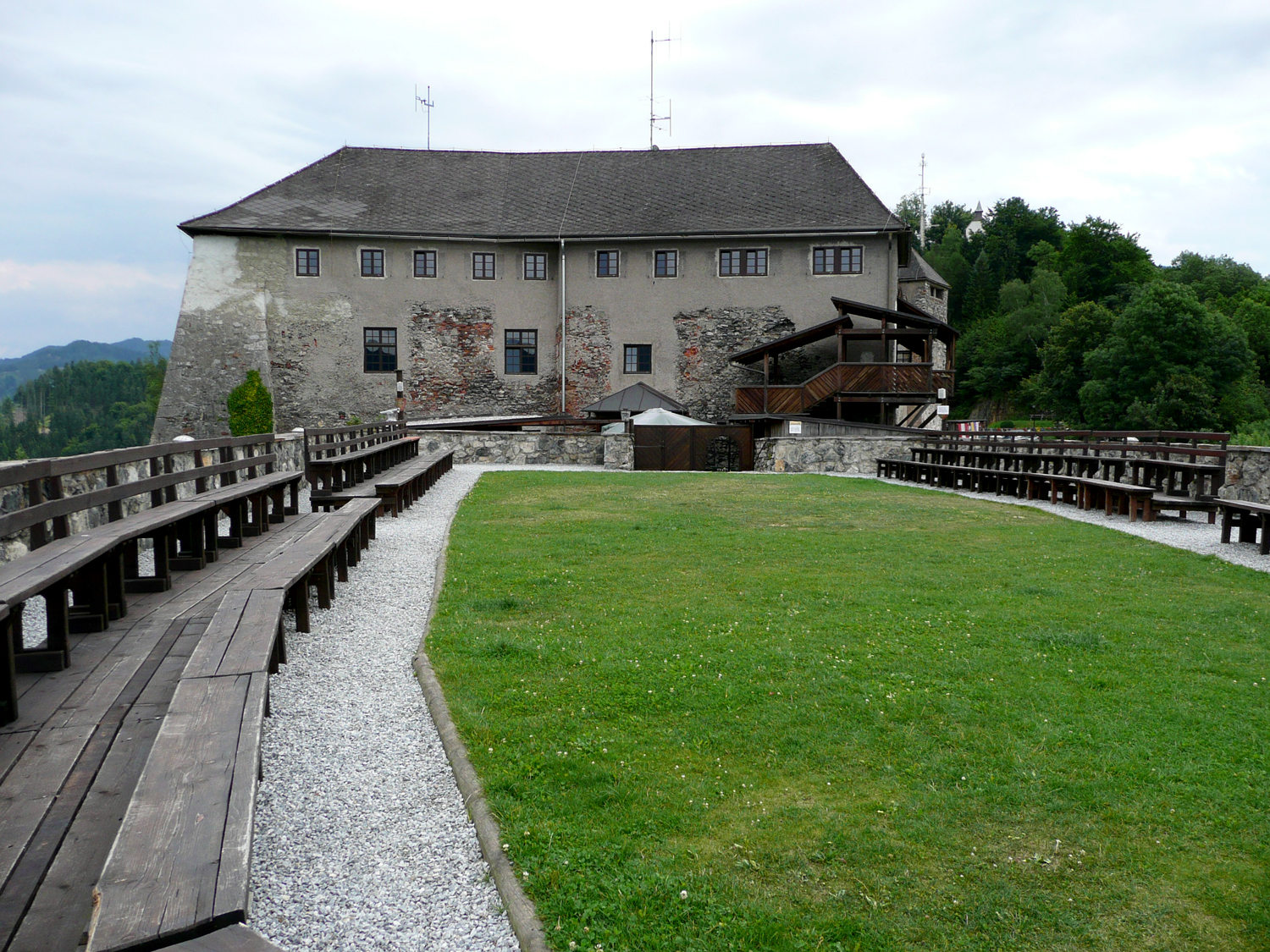
Rückansicht
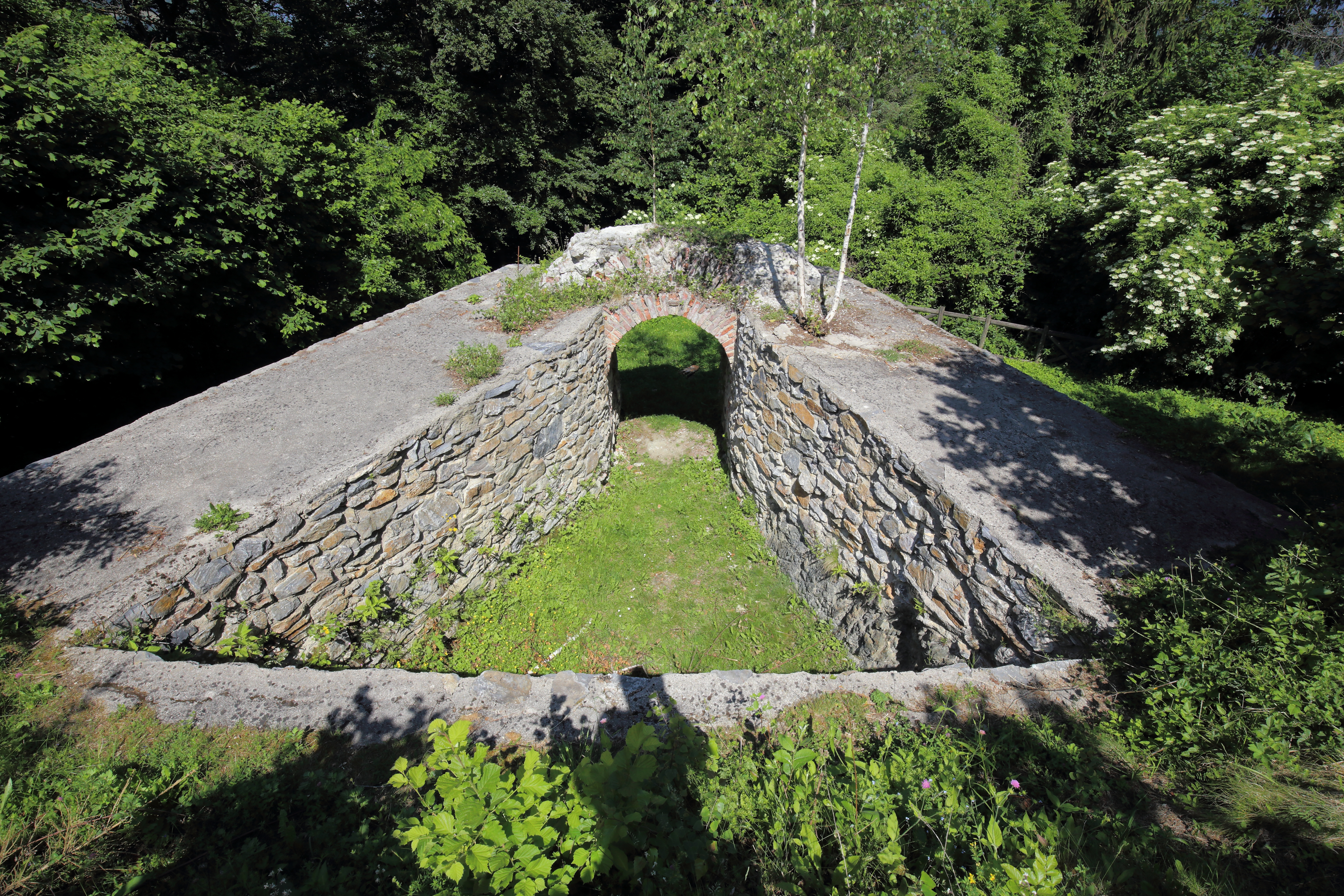
Reste der Burg Chaffenberch (urkundlich 1173 erwähnt) unterhalb der Loretokapelle
Grundriss: Zugbrücke (strichliert) c…steinerne Wendeltreppe (1885 noch erhalten) e…Zwinger (Treppe hinab) f…Wohngebäude h…weiter Hof m…gewölbter Torweg (darüber gewölbter Gang) n…Gebäudereste v…steiler Abfall des Burgberges w…Torweg (versetzte Tore) (links Gemach für Torwart)
Torweg (Detail w des Grundrisses)